# Georg W. Költzsch

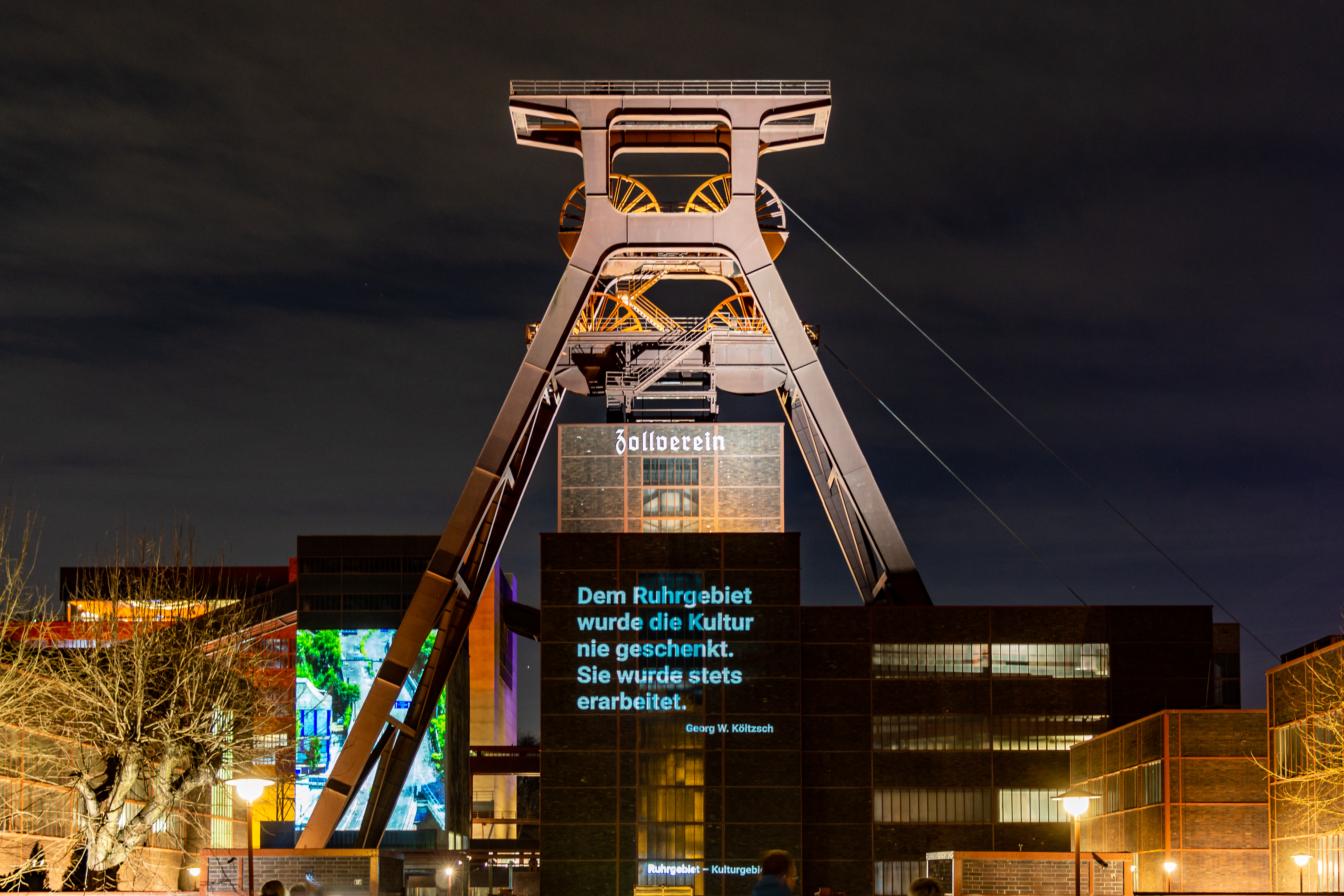
Zitat von Georg W. Költzsch auf der Erinnerungsveranstaltung „Zehn nach Zehn“ 10 Jahre nach dem Kulturhauptstadtjahr

Georg Wilhelm Költzsch (* 19. Oktober 1938 in Chemnitz; † 2. Februar 2005 in Essen) war ein deutscher Kunsthistoriker. Er war Direktor des Saarlandmuseums in Saarbrücken und des Museums Folkwang in Essen.

## Leben
Kötzsch studierte Kunstgeschichte und Klassische Archäologie und wurde 1973 an der Universität des Saarlandes promoviert, wo er von 1972 bis 1978 auch als Assistent tätig war. 1978 wurde er zum Direktor des Saarlandmuseums ernannt. 1980 fand die Ausstellung „Künstler der Brücke“ unter seiner Führung statt. Die Katalogtexte zur Ausstellung zeugen noch heute von einer intensiven Bearbeitung dieser bedeutenden Ausstellung, wie sie in der aktuellen Lage nicht mehr denkbar wäre.
Költzsch beförderte im Saarland vor allem die Kunst des Informel und begründete so den Ruf der Modernen Galerie nicht nur mit einer hervorragenden Sammlung von expressionistischen Gemälden, die vor allem sein Vorgänger Rudolf Bornschein sammelte, sondern insbesondere auch mit dem neu definierten Sammelgebiet des „Informel“ und insbesondere der informellen Malerei (gestische Malerei). Im Oktober 1982 lud er zum Symposium Informel in die Moderne Galerie des Saarland-Museums ein (8.–12. Oktober 1982). Vom 8. Mai–19. Juni 1983 gab es hierzu eine Ausstellung „Informel“, die bis heute die Konzeption des Saarland-Museums prägt.
1986 entwarf Költzsch die Pläne für den Umbau des ehemaligen Landratsamtes an seinem Wohnort St. Ingbert zu einem großzügig dimensionierten und professionell ausgestatteten Kunstmuseum, dem Museum St. Ingbert. Auf einer Fläche von insgesamt 1500 m² platzierte er die „Ständige Albert-Weisgerber-Sammlung“, weiterhin schuf er teilweise voll klimatisierte Räume für Wechselausstellungen mit Arbeiten international hochrangiger Künstler. Bis zu seinem beruflichen Wechsel war Költzsch auf ehrenamtlicher Basis künstlerischer Leiter des Museums und baute mit hochkarätigen Ausstellungen (Grafisches Werk von Max Ernst, Alfred Hrdlicka u. a.) den Ruf des Museums auf.
Von 1988 bis 2002 war er Direktor des Museums Folkwang in Essen. In dieser Zeit fanden bedeutende Ausstellungen statt, beispielsweise: „Vincent van Gogh und die Moderne“ (1990) und „Edward Hopper und die Fotografie“ (1992). Seine letzte Funktion war die Moderation und Ideengebung zur Bewerbung der Ruhrregion als Kulturhauptstadt Europas 2010 beim Regionalverbandes Ruhr (RVR).
Er starb im Alter von 66 Jahren nach schwerer Krankheit.

## Veröffentlichungen (Auswahl)
- (Hrsg.) Künstler der Brücke. Heckel, Kirchner, Mueller, Pechstein, Schmidt-Rottluff (Katalog zur Ausstellung). Saarbrücken, Moderne Galerie 1980. 367 S.
- (Hrsg.) Deutsches Informel. Symposion Informel. K. F. Dahmen, K. O. Götz, Gerhard Hoehme, Bernard Schultze, Emil Schumacher, K.R.H. Sonderborg, Fred Thieler. Berlin, Edition Galerie Georg Nothelfer, 1986, 2. Aufl. 294S. ISBN 3-87329-923-2
- (Hrsg.) K. R. H. Sonderborg – Werke 1948-1986. Saarbrücken 1987; 196 S. Katalog Moderne Galerie des Saarland-Museums, Saarbrücken; Textbeiträge von Georg W.Költzsch, Meinrad Maria Grewenig, Lorenz Dittmann.
- „William Turner, Licht und Farbe [Museum Folkwang Essen, 15. September 2001 bis 6. Januar 2002, Kunsthaus Zürich, 1. Februar 2002 bis 26. Mai 2002]“ Köln : DuMont, 2001. ISBN 3-7701-5857-1
- „Maler Modell : der Maler und sein Modell ; Geschichte und Deutung eines Bildthemas“. Köln : DuMont, 2000